# Warme William
Warme William is een Vlaamse bewustmakingscampagne van GavoorGeluk om jongeren ertoe aan te zetten om te praten over hun gevoelens en te luisteren naar wie het moeilijk heeft.

## Campagne
Warme William gebruikt als hulpmiddel Peer Support, een preventieve methode waarbij jongeren elkaar ondersteunen. Verhalen delen, een luisterend oor zijn of een duwtje in de rug geven aan leeftijdsgenoten kan wonderen doen. Uit onderzoek blijkt immers dat één op vijf Vlaamse jongeren niet goed in zijn vel zit en moeite heeft om hierover te praten. Warme William wil de druk wegnemen bij diegene die het lastig heeft en aan de andere 4 op de 5 vragen zorgzaam te zijn en een context creëren voor een open en veilige omgeving waar iedereen zijn verhaal kwijt kan. Om een Warme William te zijn voor een vriend of vriendin worden volgende tips gegeven:
- Vraag hoe het echt gaat.
- Laat weten dat je er bent.
- Laat de ander uitspreken.
- Vel geen oordeel.
- Let goed op je lichaamstaal.
- Erken het probleem van de ander en minimaliseer het niet.
- Laat weten dat het OK is om je eens slecht te voelen.
- Wees te vertrouwen.
- Begin niet over je eigen problemen als vergelijking.
- Het is OK als je niet zo goed weet wat je moet zeggen.
- Zoek samen hulp als het nodig is.

De mascotte van deze campagne is de blauwe Warme William-beer die meestal uitnodigend voor een gesprek, op een bank zit. De jongsten kunnen rechtstreeks tegen de beer praten, de ouderen vinden er de weg om verdere informatie te bekomen.
Veel steden en gemeenten organiseren activiteiten om deze campagne te ondersteunen. Ook kleuterscholen en lagere scholen kunnen een bezoek van de blauwe beer organiseren.

## Ambassadeurs
Kamal Kharmach, comedian en ondernemer was bijna twee jaar lang de ambassadeur van Warme William. Hij gaf de taak door aan tv-gezicht Nora Gharib op 13 mei 2019. Een heel aantal BV's delen hun verhaal en dragen zo bij tot de bekendmaking van deze campagne: Lotte Vanwezemael, Louis Talpe,  James Cooke, Dieter Coppens, Bart Peeters, Stephanie Planckaert, Simon Mignolet, Matteo Simoni, Siska Schoeters, Tom De Cock, Dorianne Aussems, Oona Wyns en Jonas De Bruyn. Het doel is om Warme William dezelfde bekendheid te geven als de Bob-campagne.
Op 15 maart 2023 ging de Warme William campagne #binnenstebuiten van start met ondersteuning van zanger Metejoor,  prinses Delphine en choreograaf Joffrey Anane.